# Judith Ridley
Judith Ridley (Pittsburgh, 1948) è un'attrice statunitense.

## Biografia
Ha recitato solamente nei film di Romero La notte dei morti viventi (1968) e There's Always Vanilla (1971). È stata sposata con il produttore de La notte dei morti viventi Russell Streiner.
Il suo ruolo non era previsto nella stesura originale della sceneggiatura ma per la sua fotogenia fu inserito il suo personaggio cercando di non limitarlo ad una breve presenza.